# 1528
1528 (MDXXVIII) a fost un an bisect al calendarului iulian, care a început într-o zi de miercuri.

## Arte, științe, literatură și filozofie
- Apariția tiparului în Transilvania.

## Nașteri
- 8 iulie: Emanuel Filibert, Duce de Savoia (d. 1580)

## Decese
- 6 aprilie: Albrecht Dürer  (n. 1471)
- dată necunoscută: Giovanni da Verrazzano explorator italian (n. 1485)
- 31 august: Matthias Grünewald  (n. 1480)
- 10 martie: Balthasar Hubmaier teolog german (n. 1485)
- dată necunoscută: Jan Wellens de Cock pictor flamand (n. 1480)
- dată necunoscută: Macarie (ieromonah) călugăr și tipograf sârb (n. ?)